# علي آل عمر عسيري
علي آل عمر عسيري، أديب سعودي، يلقب بـ شاعر الجبل، اشتهر على نطاق واسع في جنوب المملكة.

## نشأته
ولد علي في قرية الشبارقة عام 1372 هـ وهو من أسرة علم ودين وأدب وثقافة.. حيث كان جده عبد الله بن علي بن عمر من فقهاء عصره إمامًا وخطيبًا ومعلمًا تخرج على يده الكثير من طلاب علم الشريعة واللغة والحساب وكان ولا زال لديه العديد من المخطوطات التي تقتنيها المتاحف والمكتبات القديمة.. وقد تحدث عنه (علي آل عمر) الشيخ هاشم النعمي في كتابه شذى العبير وقال (ولا يفوتني أن بيت آل عمر الذي ينتمي اليه المترجم له وأسرته الساكنين بقرية العلاية من بيوتات العلم في منطقة عسير إذ هم ينتمون إلى جدهم الأعلى العلامة الشيخ بكري بن محمد العجيلي الجد الجامع لأسرة الحفظي فآل عمر يعود نسبهم لآل الحفظي المعروفين بنشر العلم في هذه المنطقة)..
التحق في عام 1378هـ بمدرسة ابتدائية في مدينة الطائف ثم انتقل ليكمل تعليمه في مدرسة آل زيدي (البيان حالياً). والتحق بالمتوسطة الأولى في أبها. ثم التحق بمعهد إعداد المعلمين الثانوي عام 1392هـ وبكلية المعلمين وحصل على شهادتها بتقدير ممتاز.

## الحياة العملية
- عمل معلماً لمدة أربعة عشر عاماً تخرج على يده الكثير ممن شغلوا مناصب قيادية عالية على مستوى الوطن.
- رئيساً للمركز الإعلامي بمنطقة عسير التابع لوزارة الثقافة والإعلام عام 1405هـ.
- مؤسساً ورئيساً لتحرير مجلة الجنوب عام 1406هـ.
- مديراً لمحطة تلفزيون أبها من عام 1411هـ إلى عام 1420هـ.
- مديراً للمركز الإعلامي بجامعة الملك خالد من عام 1421هـ إلى عام 1425هـ.
- مؤسساً ورئيساً لتحرير مجلة آفاق الجامعة والتي لا تزال تصدر عن جامعة الملك خالد.
- مؤسسًا ومديرًا عامًّا لمؤسسة إعلام اليوم للخدمات الإعلامية والصحفية.
- مشرفاً على مركز الملك عبد العزيز للحوار الوطني بمنطقة عسير.
- مشرفاً على دليل المثقفين بمنطقة عسير التابع لمركز الملك عبد العزيز للحوار الوطني.
- رئيسًا لهيئة توثيق أسبوعيات مجلس صاحب السمو الملكي الأمير خالد الفيصل حين كان سموه أميرًا لمنطقة عسير.
- عضو لجنة المشورة الثقافية بالمهرجان الوطني للتراث والثقافة (الجنادرية).
- عضو اللجنة العمومية لهيئة الإغاثة الإسلامية العالمية برابطة العالم الإسلامي.
- عضو الجمعية العمومية لمؤسسة عسير الصحفية (قبل صحيفة الوطن)
- عضو مجلس منطقة عسير.
- رئيساً للكثير من اللجان الإعلامية في عدد كبير من المناسبات والمؤتمرات الدولية التي عقدت في المنطقة مثل مؤتمر وزراء خارجية دول مجلس التعاون الخليجي.
- مشرفاً عاماً على جائزة أبها الثقافية.
- عضواً مؤسساً في مجلس الإدارة بنادي أبها الأدبي منذ عام 1400هـ.
- اميناً عاماً لمسابقة أبها الوطنية.
- عضو الجمعية العربية للتربية والفنون (جستن).
- عضو لجنة مشروع الأمير خالد الفيصل للتخاطب بالفصحى.
- عضو اللجنة المنظمة لملتقى أبها الثقافي ثم رئيساً لها.
- عضواً مؤسساً بلجنة التنشيط السياحي بعسير منذ عام 1410هـ.
- عضو اللجنة السعودية لدعم انتفاضة الأقصى.
- عضو اللجنة السعودية لدعم مسلمي كوسوفا.
- عضو اللجنة السعودية لدعم مسلمي البوسنة والهرسك.
- عضو لجنة أصدقاء المرضى منذ تأسيسها.
- عضو لجنة قافلة الاصطياف منذ تأسيسها وحتى عام 1424هـ.
- عضوًا مؤسساً بمجلس التنسيق المروري بمنطقة عسير.
- عضو لجنة جمع التبرعات لمراكز النمو بمنطقة عسير.
- عضو لجنة مكافحة اختطاف الطائرات.
- عضو لجنة فرضية الدفاع المدني لمواجهة الكوارث بمنطقة عسير.
- عضو لجنة معرض منطقة عسير التاريخي.
- عضو اللجنة المالية والتسويق السياحي بمنطقة عسير.
- عضو لجنة الاحتفالات الرئيسية بمرور مئة عام على تأسيس المملكة بمنطقة عسير عام 1419هـ.
- ألقى العديد من المحاضرات والأمسيات مع عدد من المفكرين.
- قدم الكثير من المناسبات الثقافية والاجتماعية والاحتفالات الرسمية لزيارة كبار المسؤولين في الدولة لمنطقة عسير.
- شارك في حملة التطوع العسكري إبان الغزو العراقي الغاشم على دولة الكويت.
- استضيف وشارك في الكثير من البرامج التلفزيونية في القنوات السعودية وعدد من القنوات العربية إضافة إلى ذلك استضافته في الكثير من البرامج الإذاعية السعودية والعربية.
- كتب المقالة اليومية والأسبوعية في العديد من الصحف والمجلات السعودية والعربية.
- كتب عن إنتاجه عدد كبير من النقاد السعوديين والعرب.
- مثل المنطقة في التعبير عن مشاعرها وتطلعاتها أمام ولاة الأمر في كثير من المناسبات.
- رشح لإلقاء قصيدة مهرجان الجنادرية لعام 1414هـ وكانت بعنوان جيل الفهد.
- اختير ضمن عدد من الشخصيات الأدبية العربية في إصدارات تعريفية.[1]

## مؤلفاته
- كتاب أبها في التاريخ والأدب
- ديوان قصائد من الجبل مع شعراء آخرين
- ديوان رماد الوجه الحنطي
- ديوان قصائد غاضبة
- صابر ( مسرحية شعرية )
- ديوان قصائد للوطن
- من قصائدي
- عسير في مواجهة التطرف والإرهاب
- مكة في رياض الشعر ( مخطوط )
- دور الإعلام في مكافحة المخدرات ( مخطوط )
- ثقافة المتنبي في الميزان ( مخطوط ) / كان على بعد خطوة واحدة من الحصول على درجة الماجستير في الأدب العربي.. ولكن الأقدار وقفت بينه وبين حلمه القديم، بيد أنه أتم رسالته والتي كانت بعنوان ( المتنبي وثقافته في الميزان ) والتي سيتم طباعتها قريبًا ونشرها.[3]

## مؤلفات كتبت عنه
- كتاب بعنوان (علي آل عمر.. مشوار الحياة وصدى الرحيل) من جمع وإعداد عادل آل عمر عسيري وهو كتاب يجمع مقالات وقصائد رثائية لعدد كبير من أدباء الوطن العربي سُجلت بعد وفاة الأستاذ علي.
- سُجلت رسالة ماجستير بعنوان (علي آل عمر عسيري حياته وشعره) للأستاذة شيمة الشمري وتم تحويلها إلى كتاب بعنوان (شاعر الجبل) ونشر في معرض الرياض الدولي للكتاب عام 1434 هـ.[1]

## وفاته
- توفي عام 1428هـ[1]

## وصلات خارجية
- احد عشر عاماً على فراق الأديب الراحل علي آل عمر عسيري